# Don’t Mess Up This Good Thing (песня)
«Don’t Mess Up This Good Thing» — пятый и последний сингл с дебютного одноимённого альбома американской певицы Джанет Джексон.

## Список композиций
| №  | Название                        | Автор(ы)                                    | Длительность |
| -- | ------------------------------- | ------------------------------------------- | ------------ |
| 1. | «Don’t Mess Up This Good Thing» | Уорделл Поттс мл., Барри Сарна, Дана Мейерс | 3:54         |

| №  | Название        | Автор(ы)                          | Длительность |
| -- | --------------- | --------------------------------- | ------------ |
| 1. | «Young Love»    | Рене Мур, Анджела Уинбуш          | 4:56         |
| 2. | «Forever Yours» | Филипп Ингрэм, Аттала Зейн Джайлз | 4:58         |

## Участники записи
Приведены по сведениям базы данных Discogs.
- Джанет Джексон — ведущий вокал

Музыканты:
- Леон Сильверс III[англ.] — бас-гитара (в песне А1)
- Бобби Уотсон[англ.] — бас-гитара (в песне Б1)
- Джеймс Джеймерсон мл.[англ.] — бас-гитара (в песне Б1)
- Рики Смит — бас-гитара (в песне Б2), струнный синтезатор[англ.] (в песне Б2)
- Пеппер Рид — гитара (в песне А1)
- Марло Хендерсон[англ.] — гитара (в песне Б1)
- Грег Мур — гитара (в песне Б1)
- Тони Мейден — гитара (в песне Б1)
- Майкл МакГлури — гитара (в песне Б1)
- Фред Дженкинс — акустическая гитара (в песне Б2)
- Пеппер Рид — акустическая гитара (в песне Б2)
- Уорделл Поттс мл. — ударные (в песнях А1 и Б2), ритм-аранжировки (в песне А1)
- Андре Фишер — ударные (в песне Б1)
- Джон Робинсон[англ.] — ударные (в песне Б1)
- Паулинью да Кошта[англ.] — перкуссия (в песне Б1)
- Эдмунд Сильверс[англ.] — перкуссия (в песне Б2)
- Мелвин Уэбб — перкуссия (в песне Б2)
- Рене Мур[англ.] — клавишные (в песне Б1), бэк-вокал (в песне Б1), хлопки в ладоши (в песне Б1), ритм-аранжировки (в песне Б1), бас Moog (в песне Б1)
- Анджела Уинбуш[англ.] — клавишные (в песне Б1), бэк-вокал (в песне Б1), ритм-аранжировки (в песне Б1)
- Джеральд Винчи — скрипка (в песне Б1)
- Джерри Хей[англ.] — аранжировки духовой секции (в песне Б1)
- Филипп Ингрэм[англ.] — клавишные (в песне Б2), струнный синтезатор (в песне Б2)
- Барри Сарна — синтезаторы (в песне А1)
- Джои Галло — синтезатор (в песне А1)
- Джефф Лорбер[англ.] — синтезаторы (в песне Б1)
- Иэн Андервуд — синтезаторы (в песне Б1)
- Эдди Флюллен — струнный синтезатор (в песне Б2)
- Джин Дозье — аранжировки духовой секции (в песнях А1 и Б2), аранжировки струнной секции (в песнях А1 и Б2)
- Джерри Уивер — ритм-аранжировки (в песне Б2)
- Дервин Саттл — хлопки в ладоши (в песне Б1)
- Эмброуз Прайс — хлопки в ладоши (в песне Б1)
- Патрисия Сильверс — бэк-вокал (в песнях А1 и Б2)
- Дана Мейерс — бэк-вокал (в песнях А1 и Б2), бэк-вокальные аранжировки (в песне Б2)
- Ховард Хьюитт[англ.] — бэк-вокал (в песнях А1 и Б2)
- Джерри Найт[англ.] — бэк-вокал (в песне Б1)